# Gustav Emil Prüfer
Gustav Emil Prüfer (* 1805 in Eulam bei Landsberg; † 1861 ebd.) war ein deutscher Architekt und Hochschullehrer.

## Leben
Prüfer begann 1821 als Eleve bei Kloht in Zehden bei der Odervermessung. Ende 1821 ging er nach Berlin zum Studium an der Bauakademie und machte dort 1823 die Feldmesserprüfung. Bis 1823 war er als Feldmesser tätig, besuchte dann von 1829 bis 1831 wieder die Bauakademie und schloss mit der Bauführerprüfung ab. Es folgten praktische Tätigkeiten im Regierungsbezirk Potsdam, u. a. an der Havelbrücke (1831), der Griebnitzbrücke (1836) und in Glienicke. 1837 machte er das Baumeisterexamen und arbeitete bis 1849 als Land-, Wasser- und Wegebauinspektor im Regierungsbezirk Potsdam, u. a. in Oranienburg und in Spandau. Zu seinen Bauten gehörten diverse Chausseebauten in der Umgebung von Potsdam, Elbregulierungen bei Wittenberge, sowie Brücken- und Schleusenbauten in Potsdam und Rüdersdorf.
Im Januar 1849 wechselte er als Landbaumeister in das Ministerium für Handel und öffentliche Arbeiten. Von 1849 bis 1857 unterrichtete er an der Bauakademie in den Fächern Wasserbaukunde und Wegebau.
Prüfer wurde 1850 Mitglied im Architektenverein zu Berlin und 1851 Bauinspektor bei der Ministerialbaukommission. 1855 wurde er zum Baurat ernannt. 1857 ging er als Regierungs- und Baurat zur Regierung in Stettin. 1861 wurde er kurz vor seinem Tod in den Ruhestand versetzt.

## Bauten
- 1841/42: Kirche in Petzow (nach Entwurf von Karl Friedrich Schinkel)
- 1843–1849: Kuppel der Nikolaikirche in Potsdam (zusammen mit Ludwig Persius und August Stüler, nach Entwurf von  Schinkel)
- 1845–1849: Umbau des Palais Barberini in Potsdam (zusammen mit Ludwig Ferdinand Hesse, nach Entwurf von Persius)
- 1849–1851: Hauptverwaltung der  Staatsdruckerei in Berlin, Oranienstraße 92–94 (heute Bundesdruckerei, Gebäude 1)[2]
- 1857: Realschule in Berlin (Bauleitung Adolf Lohse)